# Mikiel Gonzi
Sir Mikiel (Michel) Gonzi (ur. 13 maja 1885, zm. 22 stycznia 1984) – maltański duchowny rzymskokatolicki, arcybiskup Malty w latach 1943–1976.

## Życiorys
Wywodził się z wielodzietnej rodziny robotniczej. Zyskał sławę wśród robotników i prostych duchownych katolickich, stał się znany jako "człowieczek, który odegrał wielką rolę we współczesnej historii Malty". Należał do grona założycieli Partii Pracy (partii Manwela Dimecha). W 1924 zaprzestał w niej działalności i został biskupem Gozo (był nim do 1943). Gonzi zasłynął również z konfliktów z różnymi rządami Malty. Będąc przeciwnikiem integracji z Wielką Brytanią nałożył interdykt na radę wykonawczą Maltańskiej Partii Liberalnej. Jeszcze jako biskup Gozo (wspólnie z arcybiskupem Malty) w 1930 wystosował list pasterski, w którym oznajmiał, że głosowanie na anglofilskiego premiera Geralda Stricklanda lub na członków jego Partii Konstytucyjnej jest grzechem ciężkim.
W chwili śmierci był najstarszym hierarchą katolickim.